# Thunbergia retefolia
Thunbergia retefolia är en akantusväxtart som beskrevs av Spencer Le Marchant Moore. Thunbergia retefolia ingår i släktet thunbergior, och familjen akantusväxter. Inga underarter finns listade i Catalogue of Life.